# Geoffrey Marcy
Geoffrey W. Marcy (St. Clair Shores, 29 de setembro de 1954) é um astrônomo estadunidense.